# La Rue
La Rue és una població dels Estats Units a l'estat d'Ohio. Segons el cens del 2000 tenia 775 habitants.

## Demografia
Segons el cens del 2000, La Rue tenia 775 habitants, 308 habitatges, i 207 famílies. La densitat de població era de 623,4 habitants per km².
Dels 308 habitatges en un 31,8% hi vivien nens de menys de 18 anys, en un 54,9% hi vivien parelles casades, en un 9,1% dones solteres, i en un 32,5% no eren unitats familiars. En el 27,6% dels habitatges hi vivien persones soles el 15,6% de les quals corresponia a persones de 65 anys o més que vivien soles. El nombre mitjà de persones vivint en cada habitatge era de 2,51 i el nombre mitjà de persones que vivien en cada família era de 3,01.
Per edats la població es repartia de la següent manera: un 26,8% tenia menys de 18 anys, un 7,6% entre 18 i 24, un 28,8% entre 25 i 44, un 18,6% de 45 a 60 i un 18,2% 65 anys o més.
L'edat mediana era de 37 anys. Per cada 100 dones de 18 o més anys hi havia 88,4 homes.
La renda mediana per habitatge era de 34.375 $ i la renda mediana per família de 44.808 $. Els homes tenien una renda mediana de 27.250 $ mentre que les dones 25.238 $. La renda per capita de la població era de 15.873 $. Aproximadament el 4,4% de les famílies i el 7,8% de la població estaven per davall del llindar de pobresa.

## Poblacions més properes
El següent diagrama mostra les poblacions més properes.